# Boronia, Victoria
Boronia är en del av en befolkad plats i Australien. Den ligger i kommunen Knox och delstaten Victoria, omkring 29 kilometer öster om delstatshuvudstaden Melbourne. Antalet invånare är 20 825.
Runt Boronia är det ganska tätbefolkat, med 222 invånare per kvadratkilometer.. Närmaste större samhälle är Berwick, omkring 19 kilometer söder om Boronia.
I omgivningarna runt Boronia växer i huvudsak städsegrön lövskog. Genomsnittlig årsnederbörd är 1 244 millimeter. Den regnigaste månaden är juli, med i genomsnitt 140 mm nederbörd, och den torraste är januari, med 49 mm nederbörd.